# 單固
单固（？—251年），字恭夏，山阳郡（治今山东省金乡县西北）人，三国时曹魏官员。
单固为人有器度。正始年间，单固被兖州刺史令狐愚辟为别驾。开始不愿应命，其母夏侯氏劝他，遂以母命而去，担任州别驾。后令狐愚与其舅父太尉王凌通谋反对司马懿，单固参与他们的计划。密谋败露，因单固知而不言，司马懿于是收捕单固和家属系於廷尉，后斩杀。